# Бежаново (Добрицька область)
Бежа́ново (болг. Бежаново) — село в Добрицькій області Болгарії. Входить до складу общини Генерал-Тошево.

## Населення
За даними перепису населення 2011 року у селі проживали 60 осіб.
Національний склад населення села:
| Національність   | Кількість осіб | Відсоток |
| ---------------- | -------------- | -------- |
| болгари          | 39             | 65,0%    |
| цигани           | 18             | 30,0%    |
| Всього відповіли | 60             |          |

Розподіл населення за віком у 2011 році:
Динаміка населення: